# Stor-Kroktjärnen (Burträsks socken, Västerbotten)
Stor-Kroktjärnen är en sjö i Skellefteå kommun i Västerbotten och ingår i Sävaråns huvudavrinningsområde. Sjön har en area på 0,115 kvadratkilometer och ligger 239,1 meter över havet.

## Delavrinningsområde
Stor-Kroktjärnen ingår i det delavrinningsområde (714708-171286) som SMHI kallar för Inloppet i Stavträsket. Medelhöjden är 257 meter över havet och ytan är 4,87 kvadratkilometer. Det finns inga avrinningsområden uppströms utan avrinningsområdet är högsta punkten. Vattendraget som avvattnar avrinningsområdet har biflödesordning 3, vilket innebär att vattnet flödar genom totalt 3 vattendrag innan det når havet efter 74 kilometer. Avrinningsområdet består mestadels av skog (63 procent) och sankmarker (31 procent). Avrinningsområdet har 0,18 kvadratkilometer vattenytor vilket ger det en sjöprocent på 3,7 procent.